# 戴濬
戴濬，字文哲，號明斋，福建福州府福清县人，明朝政治人物、進士出身。

## 生平
景泰七年（1456年），福建丙子乡试中舉。天顺四年，登庚辰科會試中進士，户部主事，转郎中，升湖广岳州府知府。后降为太仆寺卿。